# Всеволодов, Владимир Всеволодович
Владимир Всеволодович Всеволодов (Соловьёв) (1907—1981) — советский актёр театра и кино; Заслуженный артист РСФСР (17.01.1948).

## Биография
Родился 2 июня 1907 года в Пскове, в семье было трое детей — Владимир и две его младших сестры. Во время Первой мировой войны семья переехала в Осташков, затем в Витебск и в Полоцк, где Владимир учился в школе.
В 1926 году окончил Ленинградский химико-фармацевтический техникум, работал в Москве в поликлинике Октябрьской железной дороги. Затем получил театральное образование, окончив в 1929 году окончил Театральную студию З. С. Соколовой под руководством К. С. Станиславского.
В 1929—1933 годах Всеволодов — артист Народно-героического театра-студии под руководством А. В. Жильцова. С 1933 года работал в ТРАМе (позднее — Московский театр имени Ленинского комсомола). В 1949—1960 годах — художественный руководитель и главный режиссёр Дикторской группы Всесоюзного комитета по Телевидению и Радиовещанию при Совете Министров СССР.
Участник Великой Отечественной войны в качестве артиста фронтовых бригад. Среди его наград — медали «За оборону Москвы» (1944), «За доблестный труд в годы Великой Отечественной войны» (1945), «В память 800-летия Москвы» (1947) и югославский орден «Братства и единства» (1946).
Умер 8 сентября 1981 года в Москве от инфаркта миокарда. Похоронен на Введенском кладбище (14 уч.).

## Творчество

### Фильмография
- 1949 — Сталинградская битва − Шмидт, генерал-лейтенант
- 1951 — Пржевальский − Николай Алексеевич Северцов, профессор
- 1954 — Опасные тропы − Никита Порфирьевич Помазов, профессор-биолог
- 1955 — Урок жизни − инженер
- 1959 — Отчий дом − Павел Николаевич Скворцов
- 1964 — Товарищ Арсений − Лимонов, владелец типографии
- 1973 — Опознание − Август Корф
- 1977 — Любовь Яровая − генерал